# Aggro Ansage Nr. 3
Aggro Ansage Nr. 3 ist der dritte Sampler des Berliner Hip-Hop-Labels Aggro Berlin. Er wurde am 8. Dezember 2003 über das Independent-Label veröffentlicht. Auf dem Sampler werden die Künstler präsentiert, die bei dem Label unter Vertrag stehen. Diese sind Sido, Bushido, B-Tight sowie Fler, der seit Oktober 2003 vertraglich an Aggro Berlin gebunden war. Nachdem der Sampler Ende 2004 indiziert worden war, entschied sich das Berliner Label zur Veröffentlichung einer zensierten Version unter dem Titel Aggro Ansage Nr. 3X, welche am 13. April 2006 erschien.

## Titelliste
| #   | Titel                                          | Produzent   | Länge |
| --- | ---------------------------------------------- | ----------- | ----- |
| 1.  | Intro 03                                       | Bommer      | 1:15  |
| 2.  | Chez Aggro (Skit)                              |             | 1:31  |
| 3.  | Sido, Bushido, B-Tight und Fler – Aggro Teil 3 | B-Tight     | 4:07  |
| 4.  | Sido – Mein Block (Beathoavenz RMX)            | Beathoavenz | 4:55  |
| 5.  | Bushido und Fler – Kugelsicher                 | Bushido     | 3:39  |
| 6.  | Live (Skit)                                    |             | 0:12  |
| 7.  | Bushido – Bei Nacht RMX                        | Shangoe     | 3:25  |
| 8.  | Live (Skit)                                    |             | 0:18  |
| 9.  | Sido – WeihnachtsSong                          | Beathoavenz | 3:15  |
| 10. | call-a-neger                                   |             | 0:44  |
| 11. | B-Tight und Bendt – Bums mich!                 | B-Tight     | 3:44  |
| 12. | Disziplin (Skit)                               |             | 1:03  |
| 13. | Fler – Oh Shit!                                | Beathoavenz | 3:22  |
| 14. | B-Tight – Früher                               | B-Tight     | 3:50  |
| 15. | Bushido – Wie 1 Gee                            | DJ Desue    | 3:31  |
| 16. | MOK (Skit)                                     |             | 0:29  |
| 17. | Die Sekte – Für die Sekte                      | B-Tight     | 5:07  |
| 18. | Live Outro                                     |             | 6:11  |

| #   | Titel                                          | Produzent   | Länge |
| --- | ---------------------------------------------- | ----------- | ----- |
| 1.  | Intro 03                                       | Bommer      | 1:15  |
| 2.  | Chez Aggro (Skit)                              |             | 1:31  |
| 3.  | Sido, Bushido, B-Tight und Fler – Aggro Teil 3 | B-Tight     | 4:07  |
| 4.  | Sido – Mein Block (Beathoavenz RMX)            | Beathoavenz | 4:55  |
| 5.  | Bushido und Fler – Kugelsicher                 | Bushido     | 3:39  |
| 6.  | Live (Skit)                                    |             | 0:12  |
| 7.  | Bushido – Bei Nacht (RMX)                      | Shangoe     | 3:25  |
| 8.  | Live (Skit)                                    |             | 0:18  |
| 9.  | Sido – Weihnachtssong                          | Beathoavenz | 3:15  |
| 10. | B-Tight – Ich bin clean                        | B-Tight     | 2:55  |
| 11. | Fler – Oh Shit!                                | Beathoavenz | 3:44  |
| 12. | B-Tight – Früher                               | B-Tight     | 3:50  |
| 13. | Fler – Böser Blick                             | Beathoavenz | 2:53  |
| 14. | MOK (Skit)                                     |             | 0:29  |
| 15. | Sido und B-Tight – Paradies                    | Sido        | 3:01  |
| 16. | Live Outro                                     |             | 6:11  |

## Produktion
An der Entstehung des Samplers waren verschiedene Produzenten beteiligt, die den Beat und die Melodie der Stücke beisteuerten. Das Duo Beathoavenz produzierte die Lieder Weihnachtssong, Oh Shit!, Böser Blick sowie die erfolgreiche Single Mein Block, dessen Original-Version auf dem später erschienenen Album Maske von Sido erschienen ist. Für das Intro ist Bommer und für den Remix des Stücks Bei Nacht Shangoe verantwortlich. B-Tight war neben seiner Tätigkeit als Rapper auch an der Produktion beteiligt. Er steuerte die Beats der Lieder Aggro Teil 3, Ich bin clean und Früher bei. Des Weiteren produzierte Sido das Stück Paradies von der X-Version des Sampler und Bushido den Titel Kugelsicher.

## Selbstwahrnehmung
Sido, Bushido und B-Tight sprachen im September 2003 mit Silvia Helbig von der taz über die Musik „Aggro-Rap“. Dabei kritisierten Sido und B-Tight, dass der deutschsprachige Hip-Hop von „Wohlstandskids“ gemacht werde, was der eigentlichen Herkunft der Rap-Musik von der Straße widerspräche. Sie selber stammen aus dem Märkischen Viertel, welches sie als Ghetto bezeichnen. Ziel der Musik der Rapper sei es, darauf aufmerksam zu machen, dass es soziale Brennpunkte in Deutschland gebe. Da sie selber in armen Verhältnissen aufgewachsen sind, können sie den „harten“ Rap authentisch präsentieren.

## Rezeption

### Gutachten
Nachdem ein Antrag auf Indizierung der Sampler Aggro Ansage Nr. 1, Aggro Ansage Nr. 2 und Aggro Ansage Nr. 3 gestellt worden war, verfasste der Kunsthistoriker und Kultursoziologe Roland Seim eine gutachterliche Stellungnahme zu den Veröffentlichungen. Sowohl die Rapper als auch zahlreiche Hörer der Musik entstammen einem „depravierten Milieu der Straße“. Die Teilnehmer der Hip-Hop-Kultur dieses Milieus unterliegen verschiedener „Dress- und Verhaltenscodes“, die als Identifikationsmöglichkeiten für die Kinder der Subkultur bedeutend für die Selbstfindung seien. Die kritisierten Texte enthalten „Vulgärsprache und betontes Macho-Gehabe“, was nach Seim die Glaubwürdigkeit des Vortragenden innerhalb seiner Gang unterstreichen sollen sowie „pubertätsimmanente Aggressionsphantasien“ darstellen. Darüber hinaus vergleicht Seim die Nutzung „gesellschaftlich tabuisierter“ Wörter mit den Texten US-amerikanischer Rapper wie 50 Cent und Eminem, welche aber aufgrund der Unverständlichkeit für viele Hörer weniger in der Kritik stehen. Themen wie sexuelle Erfahrungen werden in den Texten direkter präsentiert als beispielsweise in der deutschen Schlager-Musik. Die Schilderung von Geschlechtsverkehr im jungen Alter sei bereits in der Literatur aufgegriffen worden wie in Lolita. Dies könne als Zeichen „fehlender elterlicher Fürsorge oder allgemeinen Sittenverfalls gesehen werden“, doch weder die Musiker noch die Zuhörer seien Verursacher dieser Missstände, sondern Resultate bzw. „Opfer“. Seim spricht sich gegen eine Indizierung aus, da diese das Ziel der Verbesserung der in den Liedern thematisierten Lebensumstände nicht erreichen und die Neugier potentieller Hörer wecke. Durch die Indizierung werde den Musikern die „Chance auf Akzeptanz und Anerkennung über ihre eigene begrenzte Primärebene hinaus“ entzogen. Außerdem gibt er zu bedenken, dass zum Beispiel auch die Gewaltdarstellungen in dem Roman American Psycho als „grundgesetzlich schützenswerte Kunstäußerung“ gelten. Auch der Rap-Musik solle ein Erprobungsspielraum im Bezug auf die Beschäftigung mit gesellschaftlichen Problemen zugestanden werden.

### Indizierung

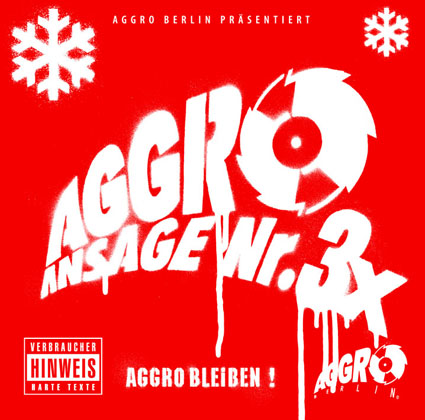
Cover des Samplers „Aggro Ansage Nr. 3X“

Die Bundesprüfstelle für jugendgefährdende Medien stufte das Album als ungeeignet für Minderjährige ein und entschied sich für eine Indizierung der Aggro Ansage Nr. 3 ab dem 31. Dezember 2004. Verantwortlich für die Indizierung waren die Stücke Bums mich! von B-Tight und Bendt, Wie 1 Gee von Bushido sowie Für die Sekte von Die Sekte. In der Begründung des Gremiums wird vor allem das Frauenbild in den Texten der Musiker hervorgehoben:

„Diese Liedtexte verletzen in extremem Maß die Würde der Frau und zeichnen ein menschenverachtendes Bild. Jugendlichen Zuhörern wird in diesen Texten ein Frauenbild dargeboten, das ausnahmslos negativ und herabwürdigend ist. Es steht dem in der Gesellschaft vorherrschenden Erziehungsziel diametral entgegen, Kindern und Jugendlichen die Achtung gegenüber ihren Mitmenschen und gegenseitigen Respekt zu vermitteln und sie auf diese Weise für gleichberechtigte und liebevolle Partnerschaften stark zu machen. Texte wie diese führen dazu, dass männliche Jugendliche, insbesondere solche aus autoritär-patriarchalisch geprägtem Umfeld, den in den Liedern propagierten verachtenden Umgang mit Frauen noch weniger in Frage stellen oder in ihr eigenes Verhalten übernehmen. Auf der anderen Seite werden jugendlichen Zuhörerinnen, darunter diejenigen, die aus ihrem sozialen Umfeld eine Herabwürdigung von Frauen bzw. Gewalt gegen Frauen bereits kennen oder erleiden, in ihrem Selbstwertgefühl weiter herabgestuft. Es besteht die Gefahr, dass sich bei ihnen eine Leidensbereitschaft verstärkt, aufgrund derer sie die Schlechtbehandlung ihrer Person, Gewaltzufügung oder sexuelle Übergriffe ohne Gegenwehr - weiter - hinnehmen.“

Für die Neuveröffentlichung Aggro Ansage Nr. 3X wurden die betroffenen Stücke sowie die Skits Call a neger und Disziplin von dem Tonträger entfernt. Da Aggro Berlin im Zuge des Indizierungsverfahrens auf der Website des Labels über die drohende Indizierung der Aggro Ansage Nr. 3 informierte und mit dem Kauf des Tonträgers warb, mussten die Verantwortlichen des Independent-Labels zudem eine Geldstrafe zahlen.

### Erfolg
Aggro Ansage Nr. 3 stellte 2003 eine der erfolgreichsten Veröffentlichungen aus dem Musikgenre des deutschen Hip-Hops dar. Bis zur Indizierung wurden etwa 60.000 Exemplare des Samplers verkauft.

### Musikalische Kritik
Das Hip-Hop-Magazin Juice bewertete Aggro Ansage Nr. 3 Anfang 2004 mit drei von möglichen sechs „Kronen“. Einzug in die Bewertung finden die Skits, die acht der achtzehn Titel ausmachen. Während die Live-Skits die vorangegangene Tournee der Rapper „treffend illustrieren“, rufen Call a neger und Disziplin „nur Kopfschütteln hervor“. Flers Beiträge auf seinem Sololied Oh Shit! sowie zusammen mit Bushido auf Kugelsicher werden als „ansprechende Performance“ gelobt. Auch die beiden Stücke von Sido finden positive Erwähnung. Bushidos Bei Nacht RMX falle dagegen im Vergleich zum Original weniger spannend aus, während Wie 1 Gee, als ein für Bushidos Verhältnisse persönliches Lied, den Beitrag Bei Nacht RMX ausgleiche. Bums mich! wird als „unsäglicher Fick-Techno“ ebenso negativ bewertet wie der Titel Für die Sekte, auf dem etwa MOKs über Telefon eingerappter Beitrag nicht überzeugen kann. Dagegen sei Früher von B-Tight richtig gut. Als anschließendes Fazit heißt es in der Rezension: „Schocken wird diese Compilation aller Voraussicht nach niemanden mehr, zu viel hat man aus dieser Richtung schon vernommen. Eine handvoll hörenswerter Tracks bietet die dritte „Aggro Ansage“ aber auf jeden Fall.“
Zur Veröffentlichung der X-Version erschien eine Bewertung auf der Internetseite Hip-Hop.de. Da Bushidos Wie 1 Gee im Zuge der Indizierung von dem Tonträger gestrichen werden musste, falle aus Sicht des Redakteurs der beste Titel der Original-Version weg. Das auf der Neuveröffentlichung zu findende Ich bin clean von B-Tight stelle dafür ein neues Highlight dar. Des Weiteren wird das Stück Kugelsicher gelobt. Dieses lasse den Autor mit „Wehmut“ an die Zeit zurückdenken, in der Bushido und Fler das Duo Sonny Black & Frank White gebildet haben. Am negativsten wird der Remix zu Bei Nacht gewertet, der bereits auf der Erstveröffentlichung der schwächste Titel gewesen sei. Zusammenfassend ergibt sich in der Kritik eine Wertung von vier von möglichen sechs Punkten für Aggro Ansage Nr. 3X. Der Sampler markierte bei seiner Veröffentlichung 2003 den Wendepunkt in der Geschichte Aggro Berlins: „Von den eher durchwachsenen ersten beiden Compilations eines Independent-Labels mit Kultcharakter, zum Sampler mit musikalischer Originalität.“